# Петля (теория графов)

Граф, содержащий петлю при вершине 1

Пе́тля́ в графе — ребро, инцидентное одной и той же вершине.
В некоторых учебниках граф по определению не может иметь петель. Граф без петель — это простой граф.
Встречается и другая терминология. Граф не может иметь петли. Если же имеются петли, то это — псевдограф.
Обычно у петли нет ориентации. Однако в ориентированном графе для отличия от смешанного графа петлям придают ориентацию.